# 537年
| 千纪： | 1千纪                                                                                           |
| 世纪： | 5世纪 \| 6世纪 \| 7世纪                                                                         |
| 年代： | 500年代 \| 510年代 \| 520年代 \| 530年代 \| 540年代 \| 550年代 \| 560年代                       |
| 年份： | 532年 \| 533年 \| 534年 \| 535年 \| 536年 \| 537年 \| 538年 \| 539年 \| 540年 \| 541年 \| 542年 |
| 纪年： | 丁巳年（蛇年）；南朝梁大同三年；高昌章和七年；东魏天平四年；西魏大统三年；新罗建元二年          |

## 大事记
- 東魏權臣高歡下令進攻西魏，大都督竇泰率軍進攻潼關，司徒高敖曹進攻上洛，高歡進攻蒲坂，宇文泰在小關之戰大敗竇泰，造成三線攻勢全面撤退。
- 沙苑之役，東魏權臣高歡進攻西魏，被宇文泰擊敗，確立了東西魏割據的局面。
- 亞瑟王战死於剑丘。
- 東哥特王國對拜占庭帝國發動反攻，一度圍攻羅馬，後因瘟疫而撤離。
- 君士坦丁堡建造完成聖索菲亞大教堂。

## 出生
- 高湛

## 逝世
- 萧子显，中国南朝大臣和历史学家（487年出生）
- 2月12日——竇泰，北魏、東魏官員。